# Lajassaarõ
Lajassaarõ (est. Lajassaarõ) – jezioro w Estonii, w prowincji Valgamaa, w gminie Karula. Położone jest na południe od wsi Rebasemõisa. Ma powierzchnię 2,3 ha linię brzegową o długości 840 m, długość 360 m i szerokość 80 m. Sąsiaduje z jeziorami Kuikli, Väiku-Kuikli, Ahnõjärv, Ojajärv, Rebäsejärv. Położone jest na terenie Parku Narodowego Karula.